# آنتوان دوپون
آنتوان دوپون (فرانسوی: Antoine Dupont‎؛ زادهٔ ۱۵ نوامبر ۱۹۹۶) بازیکن راگبی ۱۵ نفره اهل فرانسه است.
وی همچنین برندهٔ جوایزی همچون لژیون دونور (شوالیه) شده است.
وی در مسابقات کشوری و بین‌المللی در مجموع برندهٔ ۱ مدال طلا شده است.